# Vitry-la-Ville
Vitry-la-Ville is een gemeente in het Franse departement Marne (regio Grand Est) en telt 341 inwoners (1999). De plaats maakt deel uit van het arrondissement Châlons-en-Champagne.

## Geografie
De oppervlakte van Vitry-la-Ville bedraagt 9,3 km², de bevolkingsdichtheid is 36,7 inwoners per km².
De onderstaande kaart toont de ligging van Vitry-la-Ville met de belangrijkste infrastructuur en aangrenzende gemeenten.

## Demografie
Onderstaande figuur toont het verloop van het inwonertal (bron: INSEE-tellingen).

## Externe links

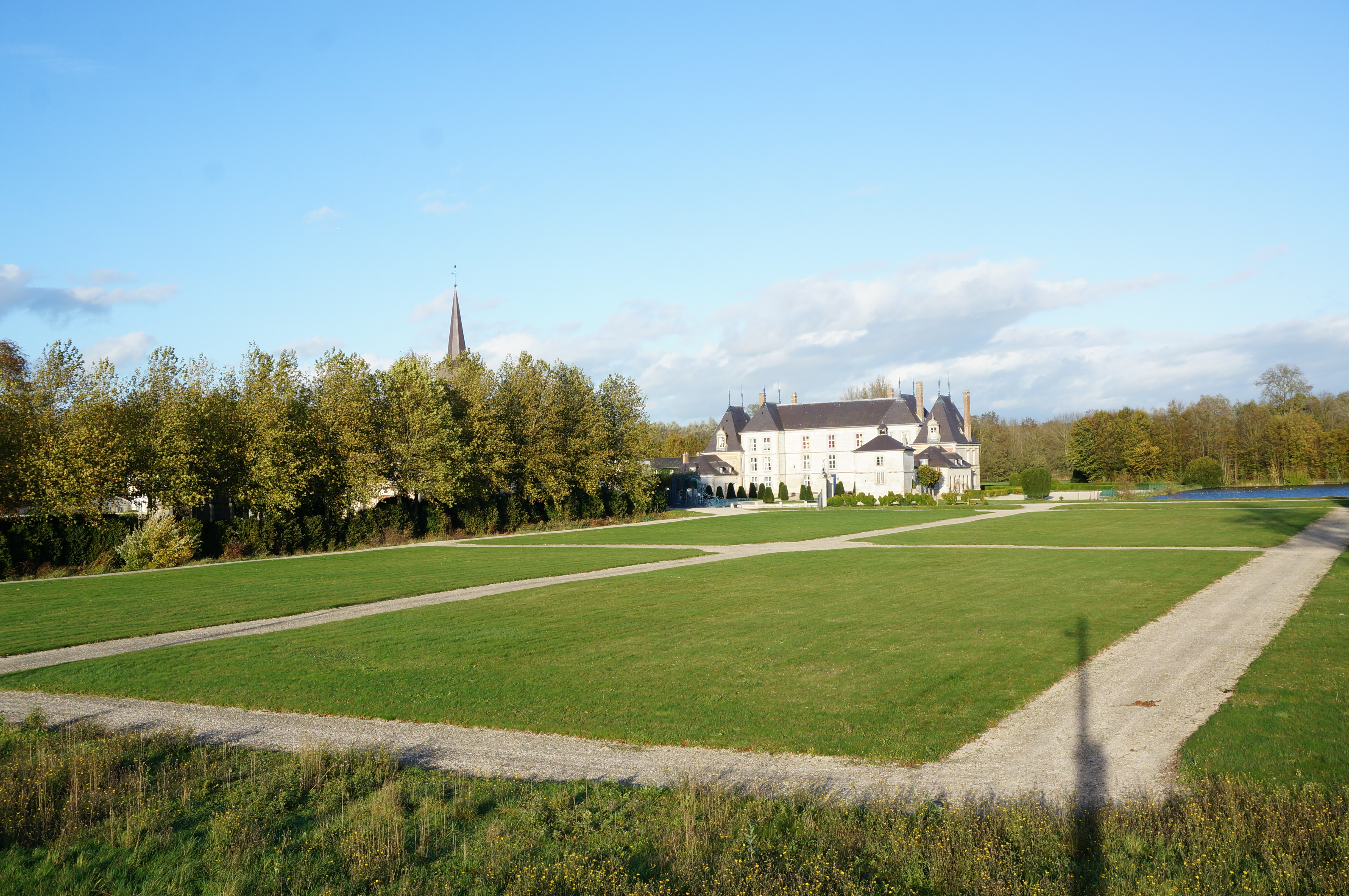
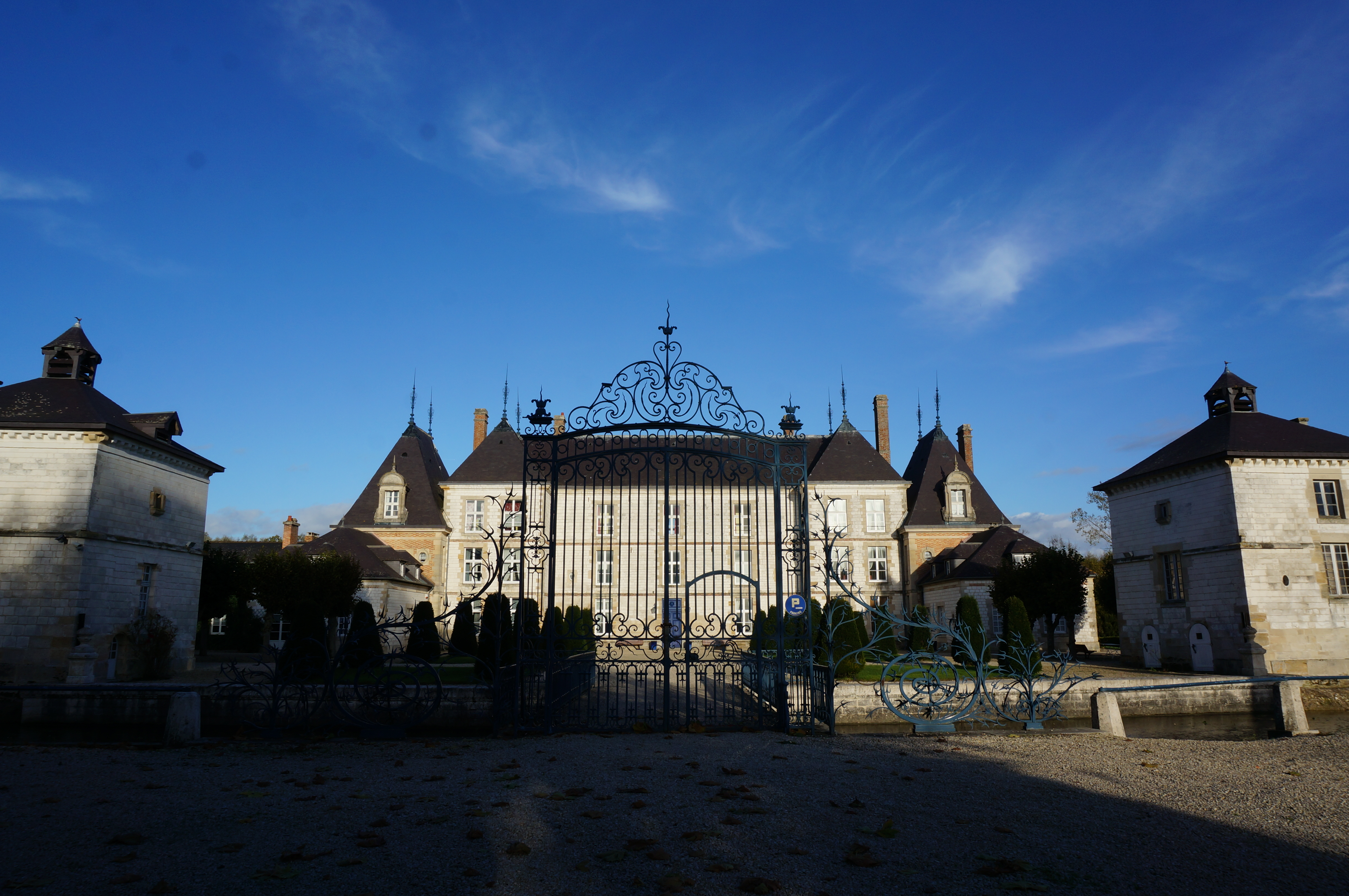
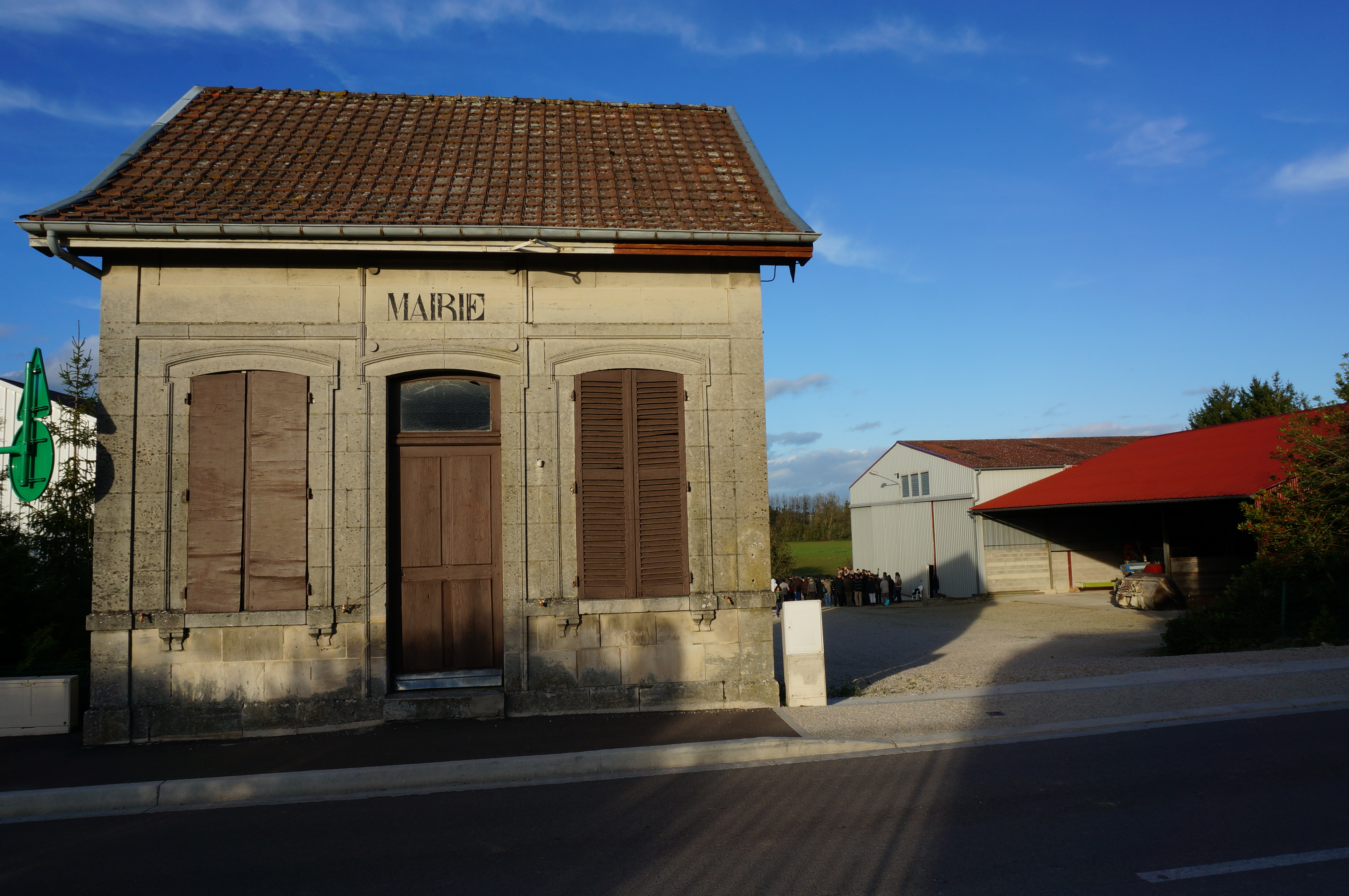